# Drino cubaecola
Drino cubaecola är en tvåvingeart som först beskrevs av Jaennicke 1867.  Drino cubaecola ingår i släktet Drino och familjen parasitflugor. Inga underarter finns listade i Catalogue of Life.